# مايكل ويبر
مايكل ويبر (بالألمانية: Michael Weber) (و. 1754 – 1833 م) هو عالم عقيدة، وأستاذ جامعي، من ألمانيا، توفي في هاله، عن عمر يناهز 79 عاماً.

## مناصب وهيئات
أدار جامعة لايبتزغ، وجامعة هاله.

## جوائز
حصل على جوائز منها:
- وسام النسر الأحمر الدرجة الثالثة.